# Moderna Tider turné 1981
Moderna Tider turné 1981 var under perioden 13 mars-28 september 1981 den svenska popgruppen Gyllene Tiders andra turné.

## Turnéplan
| Datum        | Arena                              | Ort                 | Publik                                                                     |
| ------------ | ---------------------------------- | ------------------- | -------------------------------------------------------------------------- |
| 13 mars      | Folkets park                       | Hedemora            |                                                                            |
| 14 mars      | Hyttan, Folkets hus                | Karlstad            |                                                                            |
|              |                                    |                     |                                                                            |
| 15 mars      | Ridderhallen                       | Oslo                |                                                                            |
| 18 mars      | Olympen                            | Lund                |                                                                            |
| 19 mars      | Finnvedsskolan                     | Värnamo             |                                                                            |
| 20 mars      | Folkets park                       | Tidaholm            |                                                                            |
| 21 mars      | Nittorpshallen                     | Limmared            |                                                                            |
| 22 mars      | Parkhallen, Boråsparken            | Borås               |                                                                            |
| 25 mars      | Vimmerby Sporthall                 | Vimmerby            |                                                                            |
| 26 mars      | Himmelstalundshallen               | Norrköping          |                                                                            |
| 27 mars      | Folkparken                         | Mora                |                                                                            |
| 28 mars      | Maserhallen                        | Borlänge            |                                                                            |
| 29 mars      | Ekilla sporthall                   | Märsta              |                                                                            |
| 29 april     | Folkets park                       | Karlshamn           |                                                                            |
| 30 april     | Mastens festplats                  | Kristianopel        |                                                                            |
| 1 maj        | Folkets park                       | Halmstad            | Konserten inställd på grund av ihjältrampning på konserten i Kristianopel. |
| 2 maj        | Folkets park                       | Trollhättan         | Konserten inställd på grund av ihjältrampning på konserten i Kristianopel. |
| 3 maj        | Dalaborgsparken                    | Vänersborg          | Konserten inställd på grund av ihjältrampning på konserten i Kristianopel. |
| 8 maj        | Liseberg, Stora scenen             | Göteborg            |                                                                            |
| 9 maj        | Boråsparken                        | Borås               |                                                                            |
| 10 maj       | Folkets park                       | Skövde              |                                                                            |
| 13 maj       | Vämöparken                         | Karlskrona          |                                                                            |
| 14 maj       | Stjärndalen                        | Dagstorp            |                                                                            |
| 15 maj       | Spooky, Nöjesparken                | Varberg             |                                                                            |
| 16 maj       | Mossbrott                          | Vara                |                                                                            |
| 17 maj       | Folkets park                       | Växjö               |                                                                            |
| 20 maj       | Fyrishallen                        | Uppsala             |                                                                            |
| 21 maj       | Skogsvallen                        | Simonstorp          |                                                                            |
| 22 maj       | Kalmartravet                       | Kalmar              |                                                                            |
| 23 maj       | Silverdalen                        | Älmhult             |                                                                            |
| 24 maj       | Siöcronaparken                     | Helsingborg         |                                                                            |
| 27 maj       | Folkets park                       | Fagersta            |                                                                            |
| 28 maj       | Södertälje                         | Södertälje          |                                                                            |
| 29 maj       | Västerås                           | Västerås            |                                                                            |
| 30 maj       | Lindforsparken                     | Lindfors            |                                                                            |
| 31 maj       | Säterdalen                         | Säter               |                                                                            |
| 2 juni       | Gröna Lund                         | Stockholm           |                                                                            |
| 3 juni       | Karlsholme                         | Mariestad           |                                                                            |
| 4 juni       | Dalaborgsparken                    | Vänersborg          |                                                                            |
| 5 juni       | Tingslunden                        | Malung              |                                                                            |
| 6 juni       | Folkets park                       | Karlskoga           |                                                                            |
| 7 juni       | Avestaparken                       | Avesta              |                                                                            |
| 8 juni       | Mariebergsskogen                   | Karlstad            |                                                                            |
| 19 juni      | Tärendöholmen                      | Tärendö             |                                                                            |
| 20 juni      | Brännaberget                       | Överkalix           |                                                                            |
| 21 juni      | Ishallen                           | Luleå               |                                                                            |
| 25 juni      | Folkets park                       | Malmö               |                                                                            |
| 26 juni      | Bokskogen                          | Burseryd            |                                                                            |
| 27 juni      | Hjortsnäs festplats                | Kinna/Torestorp     |                                                                            |
| 28 juni      | Strandpärlan                       | Torneå              |                                                                            |
| 1 juli       | Folkets park                       | Storebro, Hultsfred |                                                                            |
| 3 juli       | Folkets park                       | Gamleby             |                                                                            |
| 4 juli       | Cupolen, Folkets park              | Linköping           |                                                                            |
| 5 juli       | Sjönelund                          | Vessigebro          |                                                                            |
| 6 juli       | Slottsruinen                       | Borgholm            |                                                                            |
| 7 juli       | Murgrönan                          | Visby               |                                                                            |
| 8 juli       | Gubbakulan                         | Vrigstad            |                                                                            |
| 10 juli      | Folkets park                       | Viskan              |                                                                            |
| 11 juli      | Flygfesterna, Folkets park         | Mohed               |                                                                            |
| 12 juli      | Folkets park                       | Hede                |                                                                            |
| 15 juli      | Älgsjövallen                       | Bjurberget          |                                                                            |
| 16 juli      | Folkets park                       | Hofors              |                                                                            |
| 17 juli      | Folkets park                       | Köping              |                                                                            |
| 18 juli      | Ångbåtsudden                       | Orsa                |                                                                            |
| 19 juli      | Rättviksparken                     | Rättvik             |                                                                            |
| 21 juli      | Lunden                             | Grebbestad          |                                                                            |
| 22 juli      | Ellösparken                        | Ellös               |                                                                            |
| 23 juli      | Folkets park                       | Hunnebostrand       |                                                                            |
| 24 juli      | Arvikaparken                       | Arvika              |                                                                            |
| 25 juli      | Kärrgruvan                         | Norrberg            |                                                                            |
| 26 juli      | Parken Zoo                         | Eskilstuna          |                                                                            |
| 29 juli      | Folkets park                       | Ljusdal             |                                                                            |
| 30 juli      | Folkets park                       | Gävle               |                                                                            |
| 31 juli      | Folkets park                       | Mjölby              |                                                                            |
| 1 augusti    | Folkets park                       | Vägasked            |                                                                            |
| 2 augusti    | Alingsåsparken                     | Alingsås            |                                                                            |
| 5 augusti    | Jamtli                             | Östersund           |                                                                            |
| 6 augusti    | Fäbovallen                         | Lycksele            |                                                                            |
| 7 augusti    | Folkets park                       | Skellefteå          |                                                                            |
| 8 augusti    | Stora logen, Folkets park          | Norsjö              |                                                                            |
| 9 augusti    | Piteå sporthall                    | Piteå               |                                                                            |
| 12 augusti   | Drammensmessen                     | Drammen             |                                                                            |
| 13 augusti   | Årjängs drive-in                   | Årjäng              |                                                                            |
| 14 augusti   | Folkets park                       | Hagfors             |                                                                            |
| 15 augusti   | Folkparken Tallunden               | Kristinehamn        |                                                                            |
| 16 augusti   | Brunnsparken                       | Örebro              |                                                                            |
| 19 augusti   | Östdals Hage                       | Katrineholm         |                                                                            |
| 20 augusti   | Folkets park                       | Borlänge            |                                                                            |
| 21 augusti   | Bollstrabruk                       | Bollstrabruk        |                                                                            |
| 22 augusti   | Bergsjöparken                      | Bergsjö             |                                                                            |
| 23 augusti   | Teaterladan, Folkets park          | Sundsvall           |                                                                            |
| 26 augusti   | Momarkedet                         | Mysen               |                                                                            |
| 28 augusti   | Folkets park                       | Tidaholm            |                                                                            |
| 29 augusti   | Folkets park                       | Värnamo             |                                                                            |
| 30 augusti   | Folkets park                       | Huskvarna           |                                                                            |
| 1 september  | Gjøvik gård                        | Gjøvik              |                                                                            |
| 3 september  | Sagaparken (Lillestrømmessa)       | Lillestrømm         |                                                                            |
| 4 september  | Folkets park                       | Trollhättan         |                                                                            |
| 5 september  | Summer Night Disco, Kungälvsparken | Kungälv             |                                                                            |
| 6 september  | Halmstad                           | Halmstad            |                                                                            |
| 28 september | Konsertteatern, Folkets park       | Linköping           |                                                                            |

## Medverkande
- Per Gessle - sång
- Micke "Syd" Andersson - trummor
- Göran Fritzon - synthesizer
- Anders Herrlin - bas
- Mats MP Persson - gitarr